# シオン (葬祭業)
シオン株式会社（英: shion）は、愛知県北西部（一宮市・犬山市・岩倉市・春日井市・江南市・小牧市・丹羽郡）に展開する葬祭業の企業である。

## 概要
1935年に犬山市大字犬山東古券356番地で創業。一般葬・家族葬をおこなうブランド「シオン」、家族葬専用でラグジュアリーな貸切スタイルのブランド「カーサシオン」、小規模・低価格の直葬・一日葬・家族葬専用ブランド「カノン」を展開する。

## 沿革
- 1935年11月 小川源太郎が木村屋葬具店を承継し、犬山市大字犬山東古券356番地（出来町）にて創業。
- 1945年 8月 終戦により小川一男が帰還し、家業の木村屋葬具店を承継。
- 1969年10月 一般区域（限定）貨物自動車運送事業免許を取得。
- 1970年 4月 丹羽郡扶桑町大字高雄字下野24番地にて同年12月に扶桑営業所を開設。(旧扶桑本部)
- 1970年 6月 小川一男を代表取締役社長として資本金150万円にて株式会社花の木村屋を設立。
- 1972年 7月 丹羽郡大口町大字余野字水瀬53番地にて大口営業所を開設。
- 1972年 7月 江南市大字野白町82番地の1にて江南営業所を開設。
- 1973年10月 宮型車1両を増車。
- 1977年 9月 取締役会長に小川一男、代表取締役社長に小川征一が就任。
- 1994年11月 当地区初の葬祭場「白雲閣」を開設。(現シオン扶桑会館)
- 1995年10月 株式会社花の木村屋を株式会社木村屋に社名変更。
- 1996年 2月 資本金を2000万円に増資。
- 1998年 4月 葬祭場「セレモ江南」を開設。(現シオン江南会館)
- 2000年11月 会員制度「シオン倶楽部」をスタート。
- 2001年 7月 シオン江南東を開設。(現シオン尾北会館)
- 2002年11月 シオン犬山会館を開設し、葬祭場の名称を「シオン」に統一。
- 2005年12月 シオン小牧会館を開設。
- 2006年 9月 小川九重が代表取締役社長に就任。
- 2010年 3月 シオン高蔵寺会館を開設。
- 2014年 4月 江南市高屋町西町30番地にて新社屋を新築し、管理営業本部を移転。
- 2014年 9月 シオン小牧南会館を開設。
- 2015年 5月 家族葬専用カーサシオン小牧を開設。
- 2015年 7月 シオン岩倉会館を開設。
- 2016年11月 カーサシオン一宮を開設。
- 2018年12月 カノン江南斎場・カノン扶桑斎場を同時開設
- 2019年 2月 株式会社木村屋をキューホールディングス株式会社に社名変更。
- 2019年 2月 分社化によりシオン株式会社を承継し、木塚 隆次が代表取締役に就任。
- 2019年 6月 カノン小牧南斎場を開設。
- 2019年11月 カノン高蔵寺斎場を開設。
- 2020年 3月 カノン一宮斎場を開設。
- 2020年 9月 カノン岩倉斎場を開設。
- 2020年10月 カノン小牧斎場を開設。
- 2021年 9月 カノン犬山斎場を開設。

## 特長
ブランド別に特長を設けて、お客様が「分かりやすい」お葬式を提案している。

### シオン
- 一般葬に対応するホール（式場）サイズ。
- 控室利用（入浴や宿泊）に対応している。
- ソーシャルディスタンスに対応している。
- 大小ホールの選択や間仕切りにより、家族葬やお別れ会など、幅広いお葬式に対応している。

### カーサシオン
- 家族葬専用に特別設計された完全貸切型の会館。
- ホテルのような空間でありながらリーズナブルな価格帯で利用できる。

### カノン
- 人数制限などを設ける事で低価格を実現している。
- シオン株式会社の展開エリア全てで施行可能になった（2021年9月～）。

### 社会貢献活動
社会貢献活動に積極的で、2018年に愛知県社会福祉協議会 主催「地域共生社会推進セミナー」に登壇。2020年にCSV（Creating Shared Value）推進課を設置している。
愛知県内の葬儀社で初めて「愛知県SDGs登録制度」の登録企業となる。「地方創生SDGs官民連携プラットフォーム」会員企業でもある。

## 展開エリア・会館

### 一宮市
- カーサシオン一宮（愛知県一宮市森本5-33-7）
- カノン一宮斎場（愛知県一宮市森本5-33-7）

### 犬山市
- シオン犬山会館（愛知県犬山市大字羽黒字北金屋46）
- カノン犬山斎場（愛知県犬山市大字犬山字愛宕1）

### 岩倉市
- シオン岩倉会館（愛知県岩倉市大市場町郷廻371-1）
- カノン岩倉斎場（愛知県岩倉市大市場町郷廻371-1）

### 春日井市
- シオン高蔵寺会館（愛知県春日井市気噴町北1-164）
- カノン高蔵寺斎場（愛知県春日井市気噴町北1-164）

### 江南市
- シオン江南会館（愛知県江南市高屋町清水66）
- シオン尾北会館（愛知県江南市尾崎町河原72）
- カノン江南斎場（愛知県江南市木賀本郷町西153）

### 小牧市
- シオン小牧会館（愛知県小牧市大字東田中2028-1）
- シオン小牧南会館（愛知県小牧市大字北外山1876-1）
- カーサシオン小牧（愛知県小牧市大字久保一色742-1）
- カノン小牧斎場（愛知県小牧市大字東田中2028-1）
- カノン小牧南斎場（愛知県小牧市大字北外山1876-1）

### 丹羽郡
- シオン扶桑会館（愛知県丹羽郡扶桑町大字高雄字米ノ山191）
- カノン扶桑斎場（愛知県丹羽郡扶桑町大字高雄字米ノ山191）